# Lažany
Lažany este o comună slovacă, aflată în districtul Prešov din regiunea Prešov. Localitatea se află la altitudinea de 383 m deasupra n.m., se întinde pe o suprafață de 1,31 km2 și în 2017 număra 186 de locuitori.

## Istoric
Localitatea Lažany este atestată documentar din 1320.

## Demografie
| An:                | 1994 | 2004    | 2014    | 2024   |
| ------------------ | ---- | ------- | ------- | ------ |
| Număr de persoane: | 130  | 151     | 178     | 161    |
| Diferență:         |      | +16,15% | +17,88% | −9,55% |

| An:                | 2023 | 2024   |
| ------------------ | ---- | ------ |
| Număr de persoane: | 166  | 161    |
| Diferență:         |      | −3,01% |